# 白樺茸
白樺茸（學名：Inonotus obliquus），又名白樺蕈（英語：Chaga mushroom）、樺樹菇、樺褐孔菌、西伯利亞靈芝、樺孔茸和樹蘑菇，是一種屬於刺革菌目的真菌，主要分布於温帶地区。該真菌為藥用真菌，在俄國和東歐民間用作藥物。
其种加词“obliquus”意为“偏斜的”。

## 分佈
白樺茸一般生長在樺樹林，分佈甚廣。在俄羅斯、韓國、東歐、北歐、美洲的北部地區，尤其是北卡羅來納州的山區和加拿大都有發現。

## 藥用歷史
自十六世紀以來，已有白樺茸用作為民間醫藥和草藥的例子。那時的東歐國家把白樺茸當作藥物，以治療癌症、胃炎、潰瘍及骨結核等疾病。2010年有評論指出：「早在十六世紀，白樺茸就在俄羅斯和北歐被用來作為一種有效的民間醫藥，在沒有人類所不能承受的副作用下，用於醫治許多惡性腫瘤及其他疾病。」在同一份評論中，亦提到白樺茸中含有豐富的次生代謝物，包括酚類化合物、黑色素等。其中的部分成分具有抗氧化，抗腫瘤，降低病毒活性和提高人體免疫力，預防感染的作用。不過，因其僅分布于寒帶且生長緩慢，所以白樺茸並不多見。1958年，芬蘭和俄國的科學家還發現白樺茸具有預防乳腺癌、肝癌、子宮癌、胃癌、糖尿病及高血壓的效果。

## 應用方式
一般將白樺茸磨碎成細粉末，沖泡服用。若以其藥用，則需經過提取。而其最主要的活性成分為多醣，主要存在於由幾丁質構成的難分解的細胞壁中。